# Carrhotus
Carrhotus is een geslacht van spinnen uit de familie springspinnen (Salticidae).

## Soorten
De volgende soorten zijn bij het geslacht ingedeeld:
- Carrhotus aeneochelis Strand, 1907
- Carrhotus affinis Caporiacco, 1934
- Carrhotus albolineatus (C. L. Koch, 1846)
- Carrhotus barbatus (Karsch, 1880)
- Carrhotus bellus Wanless, 1984
- Carrhotus catagraphus Jastrzebski, 1999
- Carrhotus coronatus (Simon, 1885)
- Carrhotus erus Jastrzebski, 1999
- Carrhotus harringtoni Prószyński, 1992
- Carrhotus kamjeensis Jastrzebski, 1999
- Carrhotus malayanus Prószyński, 1992
- Carrhotus occidentalis (Denis, 1947)
- Carrhotus olivaceus (Peckham & Peckham, 1907)
- Carrhotus operosus Jastrzebski, 1999
- Carrhotus pulchellus (Thorell, 1895)
- Carrhotus samchiensis Jastrzebski, 1999
- Carrhotus sannio (Thorell, 1877)
- Carrhotus s-bulbosus Jastrzebski, 2009
- Carrhotus scriptus Simon, 1902
- Carrhotus singularis Simon, 1902
- Carrhotus subaffinis Caporiacco, 1947
- Carrhotus sufflavus Jastrzebski, 2009
- Carrhotus sundaicus Prószyński & Deeleman-Reinhold, 2010
- Carrhotus taprobanicus Simon, 1902
- Carrhotus tristis Thorell, 1895
- Carrhotus viduus (C. L. Koch, 1846)
- Carrhotus xanthogramma (Latreille, 1819)